# Fan Li

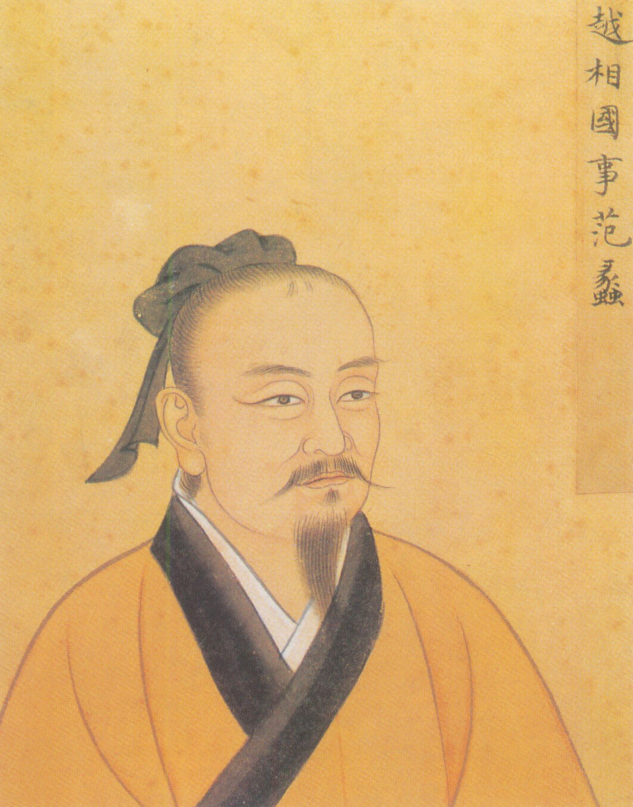
Fan Li

Fan Li (en xinès: 范蠡; en pinyin: Fànlí) va ser un assessor xinès de l'antiguitat que va residir en l'estat de Yue durant el període de Primaveres i Tardors. Ell havia estat a Wu com a rehena juntament amb el Rei Goujian de Yue. Tres anys més tard va tornar i va ajudar a Goujian a dur a terme reformes. A la fi, Yue va ser capaç de derrotar a l'estat de Wu. Després de la victòria ell va dimitir i es va canviar el nom a Tao Zhu Gong (xinès: 陶朱公, pinyin: Táo Zhūgōng, literalment 'Senyor Tao Zhu'). Es va convertir un home de negocis reeixit en els seus últims anys i va ser famós per ser una persona rica.
En la llegenda segons el Yue Jueshu 《越绝书》 de Yuan Kang, després de la caiguda de Wu, Fan Li es va retirar del seu càrrec ministerial i va viure amb Xi Shi en una barca de pesca, vagant com a fades en la boira del racó del món del Llac Ta He, i ningú no els va veure des de llavors.
Fan Li va regentar una farmàcia venent medecina tradicional xinesa. La farmàcia originalment incloïa només a dos empleats d'edat avançada, He Bo (xinès tradicional: 何伯, xinès simplificat: 何伯, pinyin: Hé Bó) i De Shu (xinès tradicional: 德叔, xinès simplificat: 德叔, pinyin: Dé Shū a la Xina continental, Dé Shú a Taiwan). El negoci va començar-hi a expandir-se només quan Tao Zhugong contractà al fill menor de He Bo, Xiao Wen (xinès tradicional: 小文, xinès simplificat: 小文, pinyin: Xiăo Wén).
Ell va escriure un llibre conegut en anglès com "Regles d'Or de l'Èxit Empresarial" (xinès tradicional: 經商寶典, xinès simplificat: 经商宝典, pinyin: Jīng Shāng Băo Diăn, literalment 'Assessorament Jade en Administració Empresarial'). Aquest llibre segueix sent molt popular avui en dia, ja que els seus consells de vegades es consideren atemporals. Inclou els Dotze Principis Empresarials i els Dotze Entrebancs Empresarials descrivint l'art de la bona gestió empresarial.
Tao Zhugong/Fan Li era inusual entre els magnats per la seva visió dels diners. Ell creia que aquell que entengué els diners estaria desitjant d'abandonar-los si aquest es convertien en una càrrega. És només el mitjà per a un fi i no han de ser presos massa seriosament. Així i tot, han de ser obtinguts i administrats d'acord amb els principis. Fan Li també va pregar una aplicació mitjanament oberta d'aquests principis, encoratjant l'ús àmplia i flexible en diverses situacions.
Les Dotze Regles d'Or són les següents:
- Capacitat per conèixer el caràcter de la gent. Has de percebre les proves de les característiques partint de l'experiència.
- Capacitat per saber tractar a la gent. Mai prejutjar a un possible client.
- Capacitat per concentrar-se en el negoci. Tenir un enfocament definit en la vida i els negocis i evitar divagar.
- Capacitat per ser organitzat. Una presentació desorganitzada és poc atractiva.
- Capacitat per adaptar-se. Assegura't que estàs prou organitzat com per respondre amb rapidesa.
- Capacitat per controlar crèdits. No permetes que no es pague el treball realitzat. Assegura't de recollir el que es deu.
- Capacitat d'utilitzar i desplegar persones. Empreu o dirigiu els empleats de manera que posen de manifest el seu potencial(s).
- Capacitat per expressar i comercialitzar. Has de ser capaç d'educar als clients sobre el valor dels productes.
- Capacitat per excel·lir comprant. Usa el teu millor judici en l'adquisició d'existències.
- Capacitat per analitzar les oportunitats i les amenaces del mercat. Saber el que és s'està venent d'acord amb les àrees i les tendències.
- Capacitat per dirigir amb l'exemple. Tingues regles i normes definides. Assegura't que se segueixen per garantir les bones relacions.
- Capacitat de tenir visió de negoci. Coneix les tendències i els cicles del mercat.

Les Dotze Precaucions d'Or:
- No sigues mesquí. No confongues l'eficiència amb la inhumanitat.
- No sigues sonso. Tingues confiança en la recerca d'oportunitats. El temps és l'essència
- No sigues ostentós. No esmerces de més per tal de crear una impressió.
- No sigues deshonest. La veritat és l'única base pels negocis. Sense ella, algú eixirà ferit.
- No trigues en el cobrament de deutes. Sense el cobrament, la liquiditat es veurà afectada.
- No retalles els preus arbitràriament. Això només donarà lloc a una guerra de preus en la qual tots perdran.
- No cedir als instint del ramat. Assegura't que les oportunitats són reals i no part d'una moda.
- No treballes en contra del cicle econòmic. Quan les coses baixen de preu, llavors hi haurà alça i viceversa.
- No sigues un pal en el fang. Posa't al dia amb les coses i fes progressos. Examinar noves coses objectivament.
- No adquirisques massa crèdit. El crèdit no és una llicència per gastar salvatgement.
- No et deixes d'estalviar (mantén els fons de reserva forts). Quan el negoci va lent, un amb diners pot expandir-se mentre que altres tancar.
- No endosses cegament un productes. Assegura't que els teus venedors continuen seguint el procediment operatiu estàndard.

Versions amb dibuixos d'aquest llibre són àmpliament disponibles a Singapur, tant en xinès mandarí com en anglès. La versió en mandarí inclou Hanyu Pinyin i una traducció a l'anglès de cada un dels principis originals de negoci.